# Baby Face Nelson
Lester Joseph Gillis, noto anche con lo pseudonimo di George Nelson (Chicago, 6 dicembre 1908 – Barrington, 27 novembre 1934), è stato un criminale statunitense, rapinatore di banche attivo durante il periodo della Grande depressione e membro della banda di John Dillinger.

## Biografia
Noto anche con il soprannome di "Baby Face" Nelson, dovuto all'aspetto giovanile e alla sua piccola statura, Nelson è stato il responsabile di tre omicidi, uccidendo W. Carter Baum durante la sparatoria di Little Bohemia e Herman Hollis e Samuel Cowley durante la sparatoria di Barrington nella quale lo stesso Nelson perse la vita. Nelson è sepolto nel cimitero San Giuseppe a River Grove, Illinois.

## Filmografia
La vita di Nelson ha ispirato numerosi film, dove egli è stato interpretato nel ruolo di protagonista da:
- Robert Kendall in Gang Busters (1952) - serie televisiva
- Mickey Rooney in Faccia d'angelo (Baby Face Nelson) (1957)
- William Phipps in Sono un agente FBI (FBI Story) (1959)
- Robert Kendall in La famiglia assassina di Mà Barker (Ma Barker's Killer Brood) (1969)
- John Ashley in Io sono Dillinger (Young Dillinger) (1965)
- Richard Dreyfuss in Dillinger (1973)
- Elliott Street in The Kansas City Massacre (1975) - Film TV
- Kurt Naebig in Dillinger: Nemico pubblico numero uno (Dillinger) (1991) - Film TV
- C. Thomas Howell (Nelson adulto) e Michael Malota (Nelson giovane) in Baby Face Nelson (1995)
- Michael Badalucco in Fratello, dove sei? (O Brother, Where Art Thou?) (2000)
- Jason Leith in Crime Wave: 18 Months of Mayhem (2008) - Film TV
- Stephen Graham in Nemico pubblico - Public Enemies (Public enemies) (2009)